# St. Peter und Paul (Losheim am See)

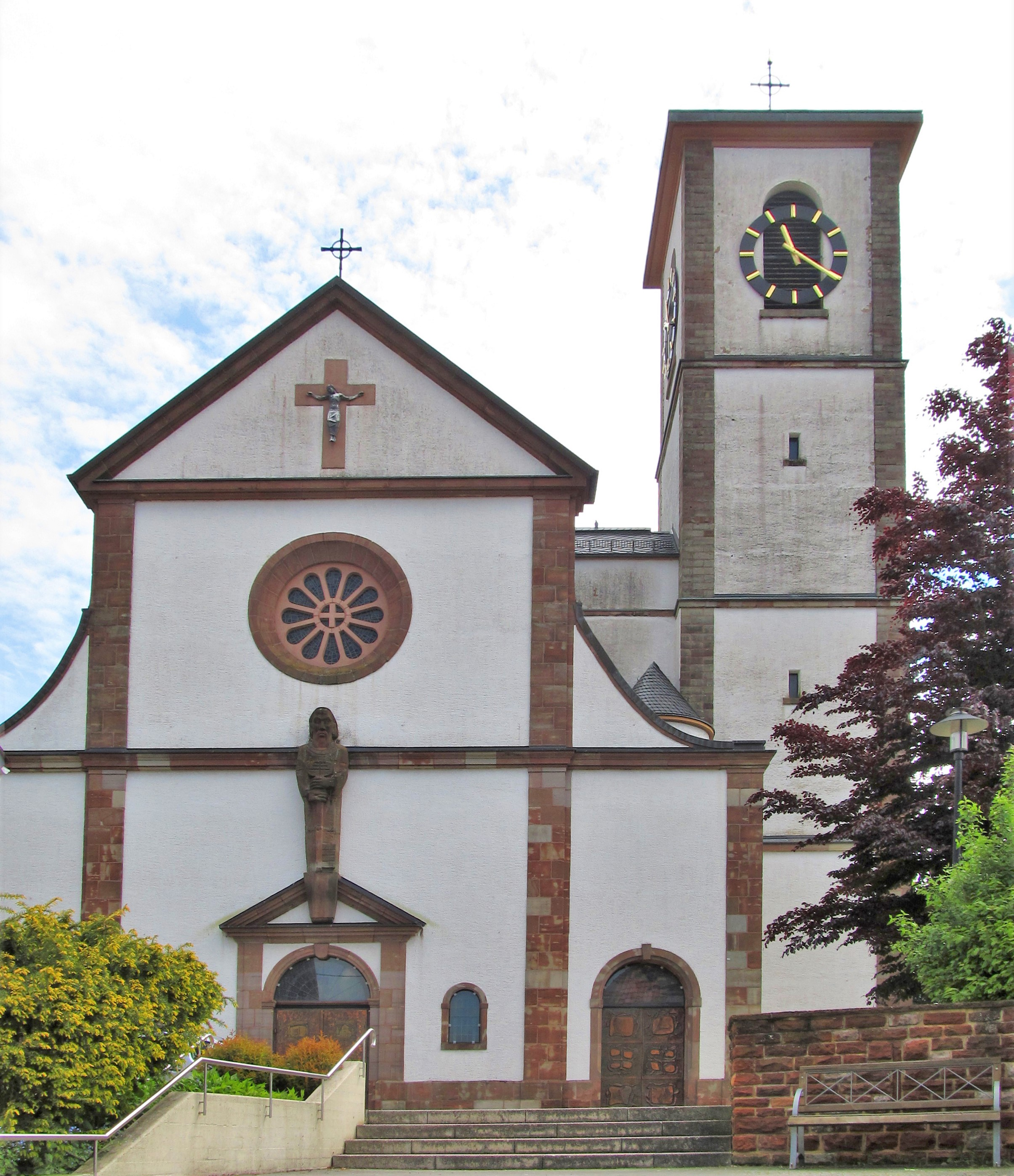
Katholische Pfarrkirche St. Peter und Paul in Losheim

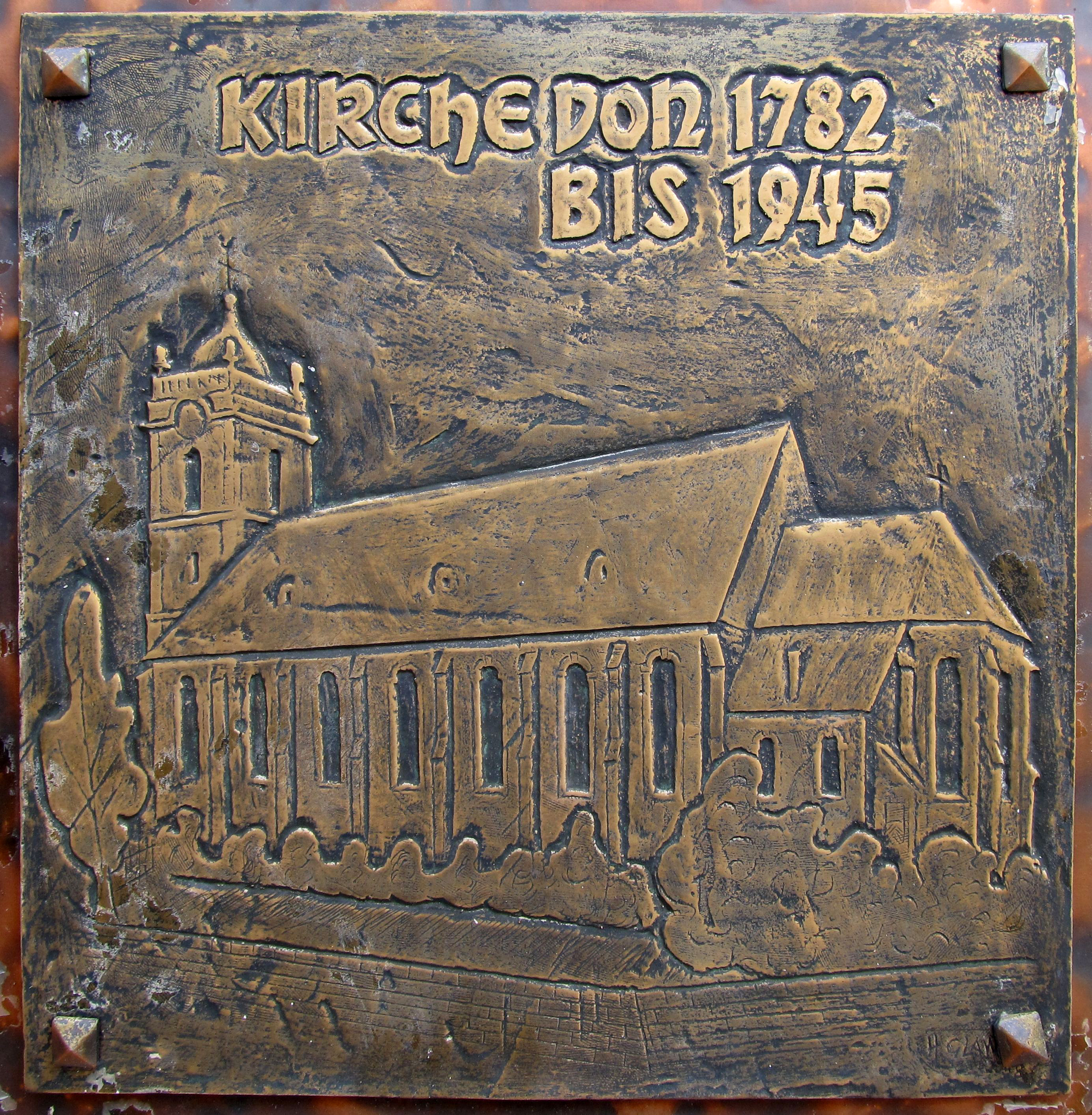
Vorgängerbau, 1945 zerstört

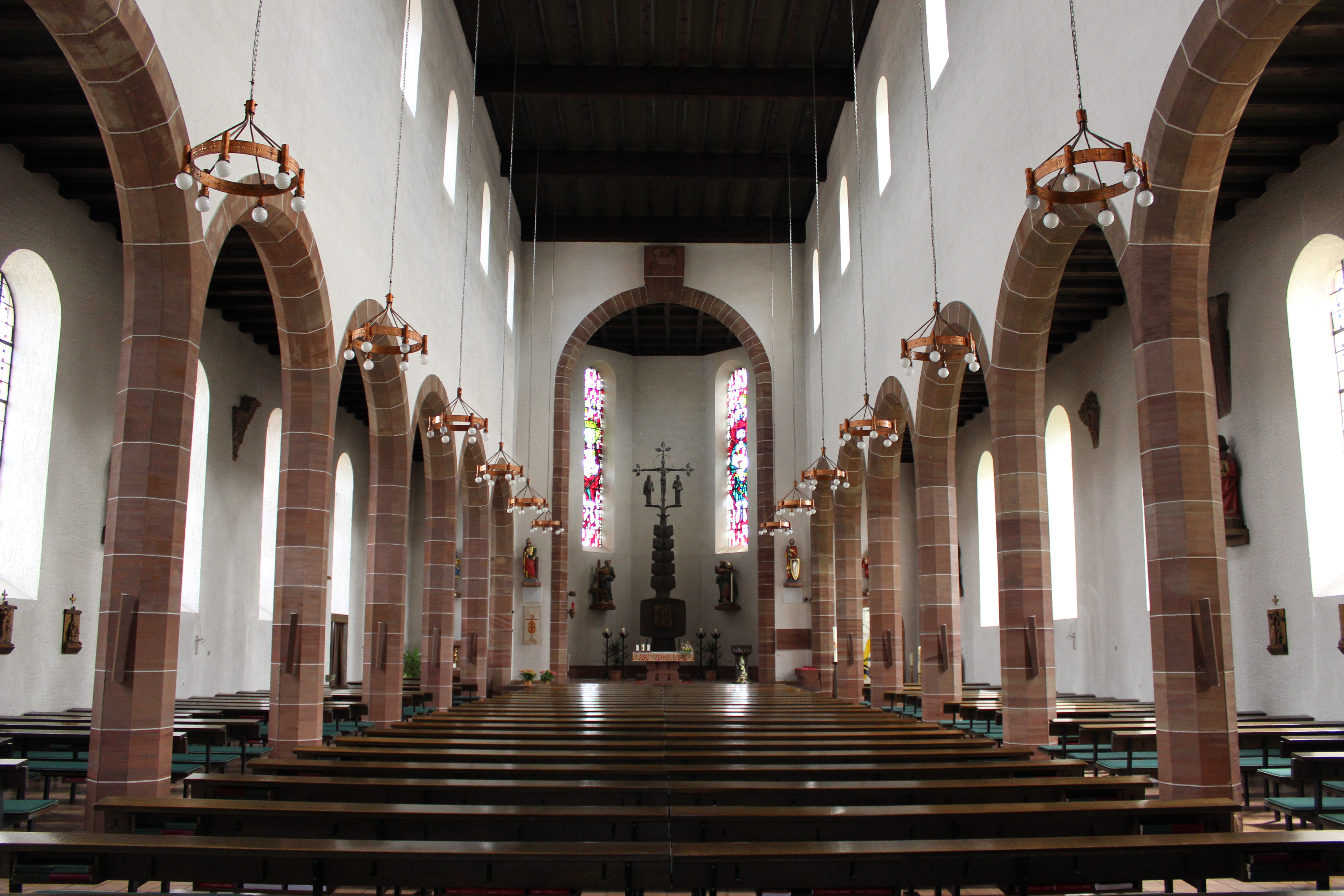
Innenraum

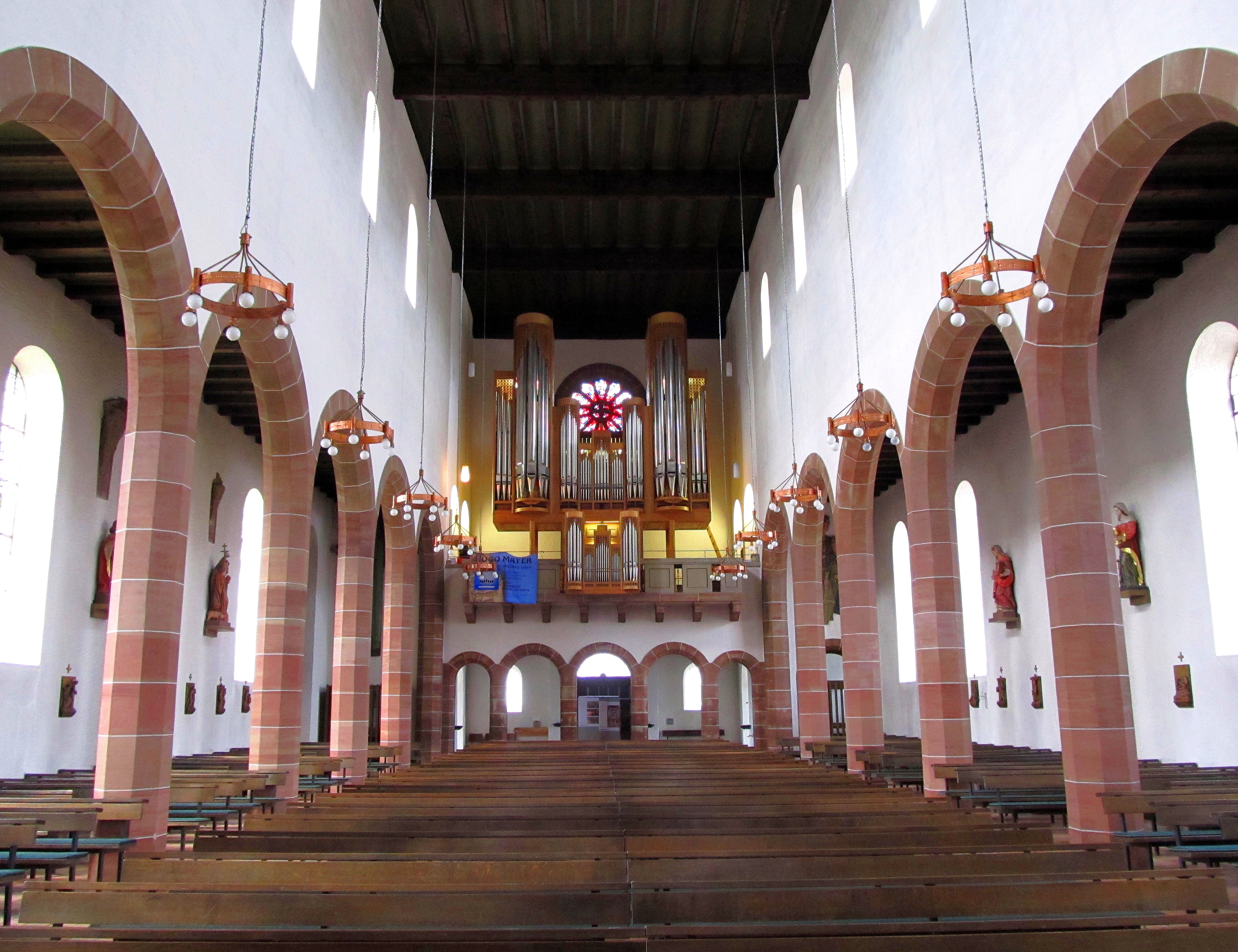
Blick zur Orgelempore

Die Pfarrkirche St. Peter und Paul in der saarländischen Gemeinde Losheim am See, Landkreis Merzig-Wadern ist die einzige katholische Kirche des Kernortes Losheim. Sie trägt das Patrozinium der Apostel und Kirchenväter Simon Petrus und Paulus von Tarsus. In der Denkmalliste des Saarlandes ist das Kirchengebäude als Einzeldenkmal aufgeführt.

## Geschichte

### Vorgängerbauten
Im frühen 1. Jahrhundert. n. Chr. befand sich an der Stelle der Kirche, auf dem Losheimer Kulthügel, das Grabmal des römischen Zöllners Mibliomarus. Um 550 erfolgte der Bau einer fränkischen Turmkirche, der um 1100 der Bau einer romanischen Kirche mit Rundchor und ohne Turm folgte. Um 1510 kam es zum Bau einer spätgotischen Hallenkirche, die 1711 um ein Kirchenschiff nach Norden erweitert wurde und in den Jahren 1782 bis 1783 eine Vergrößerung des Kirchenraums erfuhr. 1809/10 erhielt das Gotteshaus einen neuen Turm.

### St. Peter und Paul heute
Die heutige Pfarrkirche wurde mit Beteiligung von Pastor Groß 1946 konzipiert, nachdem der Vorgängerbau – dessen Wurzeln bis ins Mittelalter zurück reichen – im März 1945 durch Kriegseinwirkungen zerstört worden war. Der Umbau, nach Plänen des Architekten Josef Wilhelm Stockhausen (Neunkirchen), machte aus der ehemaligen gotischen Kirche eine Basilika im frührömischen Stil. Die Kirche ist 55 Meter lang, 19 Meter breit und in der Mitte 15 Meter hoch. Der Innenraum setzt sich aus einer Vorhalle unter der Orgelempore, einem dreischiffigen Langhaus und einem halbrunden Chorraum zusammen.

## Ausstattung
Bildhauer Hans Glawe (Göttelborn) schuf 1958 das sogenannte „sprechende Portal“ mit sechs Bronzeplatten, das die 2000-jährige Geschichte des Losheimer Kulthügels darstellt.
Die Fenster entwarf 1961 Kirchenmaler Jakob Schwarzkopf (Trier), für deren Ausführung die Firma Binsfeld (Trier) verantwortlich zeichnete. Dargestellt sind auf der linken Seite: St. Barbara, St. Cäcilia, St. Oranna, St. Elisabeth, Selige Blandine von Düppenweiler, auf der rechten Seite: St. Eucharius, St. Wendalinus, St. Lutwinus, Seliger Pater Wilhelm Eberschweiler und im Altarraum: Petrus und Paulus.
Von Hubert Gotzes, Firma Mauß (Krefeld) stammen die an die Altarstele angepasste Monstranz, sowie das Taufbecken und der Ambo, die beide aus Bronze angefertigt wurden.
Der Zelebrationsaltar aus Sandstein mit Kreuzmotiven stammt von Bildhauer Paul Schneider (Saarbrücken). Die ebenfalls aus Sandstein gefertigte Schutzmantelmadonna außerhalb der Kirche ist ein Geschenk von Architekt Ludwig Röder (Losheim), ebenso das auf der Völklinger Hütte gegossene Metallkreuz.

### Orgel
Die Orgel wurde 1985 von der Orgelbaufirma Gebr. Oberlinger Orgelbau (Windesheim) erbaut. Das Instrument hat 45 Register auf drei Manualen und Pedal. Um den Erhalt der Orgel zu unterstützen, wurde 2011 ein Förderverein gegründet. Im Rahmen einer Renovierung im Jahre 2013 ergab sich folgende neue Disposition:
| I Rückpositiv C–g3 |       |
| Copula             | 8′    |
| Quintade           | 8′    |
| Prästant           | 4′    |
| Blockflöte         | 4′    |
| Waldflöte          | 2′    |
| Larigot            | 1 ⁄3′ |
| Sesquialter II     |       |
| Octave             | 1′    |
| Scharff IV         |       |
| Krummhorn          | 8′    |
| Tremulant          |       |

| II Hauptwerk C–g3  |       |
| Gemshorn           | 16′   |
| Principal          | 8′    |
| Rohrflöte          | 8′    |
| Viola da Gamba     | 8′    |
| Octave             | 4′    |
| Gedacktflöte       | 4′    |
| Quinte             | 2 ⁄3′ |
| Superoctave        | 2′    |
| Cornett IV (ab g0) | 4′    |
| Mixtur IV          | 1 ⁄3′ |
| Cymbel III         | 1⁄2′  |
| Fagott             | 16′   |
| Trompete           | 8′    |
| Cymbelstern        |       |

| III Schwellwerk C–g3 |        |
| Holzflöte            | 8′     |
| Gedackt              | 8′     |
| Salicional           | 8′     |
| Vox coelestis        | 8′     |
| Principal            | 4′     |
| Koppelflöte          | 4′     |
| Nasard               | 2 ⁄3′  |
| Octave               | 2′     |
| Terz                 | 1 3⁄5′ |
| Mixtur V             |        |
| Basson               | 16′    |
| Trompette harmonique | 8′     |
| Oboe                 | 8′     |
| Tremulant            |        |

| Pedal C–f1     |     |             |
| Kontrabass     | 32′ | (Quintext.) |
| Principalbass  | 16′ |             |
| Subbass        | 16′ |             |
| Octavbass      | 8′  |             |
| Gedacktbass    | 8′  |             |
| Choralbass     | 4′  |             |
| Pedalmixtur IV |     |             |
| Posaune        | 16′ |             |
| Trompete       | 8′  |             |
| Trompete       | 4′  |             |

- Koppeln: I/II, III/I, III/II, I/P, II/P, III/P, III/III-Sub, III/III-Super, III/II-Sub, III/II-Super

### Glocken
Die Kirche verfügt über 4 Glocken, die über eine Schalttafel von der Sakristei aus bedient werden können.

## Sonstiges

### Veranstaltungen
In der Pfarrkirche werden regelmäßig Konzerte u. a. von der Kantorei gestaltet.

### Chor
In der Pfarrkirche ist die Kantorei St. Peter und Paul Losheim zu Hause. Die Kantorei gestaltet regelmäßig und an allen Festtagen die Heiligen Messen mit.